# هانا بروملي
هانا بروملي (بالإنجليزية: Hannah Bromley)‏ هي لاعبة كرة قدم نيوزيلندية، ولدت في 15 نوفمبر 1986 في نيو بلايموث في نيوزيلندا. شاركت مع منتخب نيوزيلندا تحت 20 سنة للسيدات لكرة القدم ‏ ومنتخب نيوزيلندا لكرة القدم للسيدات. أما مع النوادي، فقد لعبت مع سيدني إف سي.

## وصلات خارجية
- هانا بروملي على موقع الاتحاد الدولي (مؤرشف)  (الإنجليزية)
- هانا بروملي على موقع قاعدة بيانات كرة القدم.إي يو (الإنجليزية)
- هانا بروملي على موقع Soccerway.com (الإنجليزية)
- هانا بروملي على موقع عالم كرة القدم.نت (الإنجليزية)